# ホルヘ・ロペス・マルコ
トテことホルヘ・ロペス・マルコ（Jorge López Marco "Tote"、1978年11月23日 - ）は、スペイン、マドリード出身のサッカー選手。ポジションはフォワード。

## 経歴
アトレティコ・マドリードの下部組織にてサッカーを始めたトテは、1993年にローカルライバルであるレアル・マドリードのユースへと移る。1999年5月8日のレアル・ソシエダ戦でトップチームデビューした。しかし、レアル・マドリードでの出場機会に恵まれず、SLベンフィカやレアル・バリャドリードなどにレンタル移籍した。レアル・バリャドリードでは、2001年9月16日のマラガCF戦でプリメーラ・ディビシオン初得点を挙げた。その1月後には、アスレティック・ビルバオ戦でハットトリックを記録した。
その後はレアル・マドリードに復帰するも、リーグでの出場はレクレアティーボ・ウェルバ戦の1試合のみの出場にとどまった。2003年にレアル・ベティスと5年契約を結ぶ。しかし、怪我やコンディション不良などの影響もあって定位置を確保することができず、2005年1月からマラガCFでレンタル移籍した。
レアル・バリャドリードでプレーした後、2006年からはエルクレスCFでプレー。2009-10シーズン、クラブは1996-97シーズン以来の1部昇格を果たした。特に昇格当初は貴重なプリメーラ・ディビシオン経験者でありキャプテンとしてクラブをけん引したが、クラブはあえなく1シーズンで降格。主力選手の多くが移籍する中クラブに留まりコンスタントに出場を重ねたが2012-13シーズン前の2012年6月に契約が更新されずに登録が抹消された。